# Coenomantis kraussiana
Coenomantis kraussiana är en bönsyrseart som beskrevs av Henri Saussure 1872. Coenomantis kraussiana ingår i släktet Coenomantis och familjen Mantidae. Inga underarter finns listade i Catalogue of Life.